# Манасия II де Вержи
Манасия II де Вержи (Манасия Молодой; фр. Manasses II le jeune; умер в 925 или позже) — граф Дижона и сеньор Вержи.

## Биография
Сын Манасии I. Вероятно, как и отец, Манасия II был также графом Отье (фр. d'Atuyer), Осуа, Авалуа (фр. d’Avalois), Бона (фр. de Beaune), Шалона (Шалона-на-Соне) и Десмуа.
В хартии 912 года упоминается «достопочтенный граф Манасия» (venerabili comite domno Manasse) как один из присутствовавших на заседании епископального суда в Дижоне. Из-за слова «достопочтенный» (venerabili) считается, что речь идёт о Манасии I де Вержи. В таком случае, Манасия II наследовал отцу после этой даты.
Жена — Ирменгарда. Большинство историков сходится на том, что она идентична Ирменгарде, дочери короля Прованса и Нижней Бургундии Бозона Вьенского от его второй жены. Известно пятеро их детей:
- Вало, упоминается в 919 и 924 годах
- Эрве, епископ Отёна около 920 года
- Жильбер (умер в 956) — граф Отёна, с 932 года — герцог Бургундии
- Манасия, упоминается в хартии 920 года
- Эрменгарда (умерла до 941) — с 935 года жена графа Макона Лето II.

По другой версии, на Ирменгарде был женат Манассия I, и именно его детьми были Вало и Гизельберт, а ещё одним сыном Манассии I был епископ Отёна Вало.
Следующий граф Дижона, упоминаемый в документах - Родольф (Рауль), умерший не ранее 958 года. Кем он приходился Манасии II, не выяснено, возможно - внуком.